# Storbritanniens premiärminister
Storbritanniens premiärminister (formell titel på engelska: Prime Minister of the United Kingdom of Great Britain and Northern Ireland) är Storbritanniens regeringschef, de facto politiska ledare och främsta utövare av den verkställande makten.
Premiärministern utses formellt av den brittiska monarken (kung eller regerande drottning), som av konstitutionell praxis är bunden att välja den som mest troligt kommer att få stöd av parlamentets underhus (vanligen ledaren för det största partiet). Premiärministern och de övriga medlemmarna i kabinettet (som består av de främsta ministrarna i regeringen och är departementschefer) är kollektivt ansvariga för sin politik och sina handlingar inför monarken, parlamentet, sina politiska partier och ytterst inför väljarna.
Om underhuset förlorar förtroendet för premiärministern (vilket det till exempel kan visa genom att väcka och bifalla motion om misstroendeförklaring), är vederbörande av sedvanerätt moraliskt skyldig att antingen avgå eller begära att monarken upplöser parlamentet och utlyser nyval. Monarken kan också söka hitta en premiärministerkandidat som åtnjuter parlamentets förtroende.
Nuvarande premiärminister är Keir Starmer, som tillträdde den 5 juli 2024 efter Rishi Sunak.
Sir Henry Campbell-Bannerman var den första av Storbritanniens premiärministrar att bli kallad "premiärminister". Innan 1905 var premiärminister bara parlamentarisk slang för Förste skattkammarlord, som var den officiella titeln.

## Funktion
Som regeringschef (”Head of His Majesty’s Government”) leder dagens premiärminister kabinettet (den verkställande makten). Dessutom leder premiärministern ett stort politiskt parti och förfogar vanligen över en majoritet i underhuset (den ena av den lagstiftande församlingens två kamrar). I det avseendet utövar ämbetsinnehavaren såväl lagstiftande som verkställande makt. Storbritannien har snarare en maktförening än en maktdelning.  I underhuset banar premiärministern väg för lagstiftningsarbetet med målet att genomföra sitt partis program för ögonen. I egenskap av utövare av den verkställande makten utnämner premiärministern (och kan entlediga) alla övriga kabinettsledamöter och ministrar och samordnar ministeriernas politik och aktiviteter och civilförvaltningens personal. Premiärministern är även regeringens ansikte utåt, både inom och utanför riket. Monarken utövar många av sina maktbefogenheter endast på premiärministerns inrådan: däribland att upplösa parlamentet, att utnämna höga juridiska, politiska och ecklesiastiska (inom Engelska kyrkan) ämbeten och att förläna pärsvärdighet, adelskap, medaljer och andra hedersbetygelser.

## Konstitutionell bakgrund
Den brittiska riksstyrelsen baseras på en oskriven konstitution, varmed menas att denna inte är kodifierad i ett enhetligt dokument. Spridd över 800 år består den brittiska konstitutionen av många dokument – såsom  Magna Carta (1215), Great Reform Bill (1832) och Parliament Act (1911) – och, som varit viktigast för premiärministerämbetets framväxt, sedvänjor (conventions) som blivit vedertagen praxis. År 1841 förklarade premiärminister Lord Melbourne den brittiska konstitutionens särdrag i ett brev till en ung drottning Viktoria:
Hela den politiska delen av den engelska konstitutionen förstås helt och hållet och framläggs klart i Blackstone och många andra böcker, men den ministeriella delen, arbetet med att leda den verkställande regeringen har vilat så mycket på praxis, att det inte går att hänvisa till en viss publikation för förklaring och beskrivning. Den står att finna i debatter, i protester, i brev, i memoarer och varhelst den kan uppfattas.
Nästan hundra år senare gjorde premiärminister Herbert Asquith samma påpekande i sina memoarer:
I detta land lever vi ... under en oskriven konstitution. Förvisso finns i det i Statute-book stora instrument som Magna Carta,  Petition of Right och Bill of Rights som preciserar och säkerställer många av våra rättigheter och privilegier; men det mesta av vår konstitutionella praxis härleder inte sin giltighet och godkännande från lagar som fått formell stadfästelse av konungen, överhuset och underhuset. De vilar på vanor, hävd, sedvänja, som till att börja med vuxit fram långsamt, men som under tidens gång kommit att efterlevas och beaktas universellt.
Innan 1900-talet bestämdes förhållandet mellan premiärministern visavi monarken, parlamentet och kabinettet helt och hållet av dylik oskriven sedvänja. Trots sin stigande betydelse i den konstitutionella hierarkin erhöll posten ringa formellt erkännande; den rättsliga föreställningen att monarken fortfarande regerade direkt fortsatte att upprätthållas. Till exempel är många av premiärministerns maktbefogenheter faktiskt ”kungliga prerogativ” och utövas fortfarande formellt av statschefen, monarken.
På det här viset kan det te sig att Storbritannien har två verkställande makter: premiärministern och monarken. Begreppet ’Kronan’ (the Crown) löser denna motsägelse. Kronan symboliserar statsmakten: att stifta lagar och implementera dem, ålägga skatter och uppbörda dem, förklara krig och sluta fred. Innan den ärorika revolutionen 1688 bar monarken krona och utövade makten den symboliserar. Därefter tvingade parlamentet monarken att gradvis inta en neutral politisk hållning. Parlamentet delegerade kronan, anförtrodde dess myndighet till ministrar (premiärministern och kabinettet), ansvariga för sin politik och sina handlingar inför parlamentet och folket. Även om monarken fortfarande bär krona och hennes prerogativa maktbefogenheter är rättsligt intakta, så har parlamentet fjärmat henne från den löpande regeringen och i praktiken lämnat kvar tre av hennes konstitutionella rättigheter: att hållas underrättad, att tillråda och att avråda.

## Historisk bakgrund
Huvuddelen av makten över parlamentet i Storbritannien har på inrådan av organ såsom underhuset, överhuset och kronrådet historiskt sett legat hos regenten.
Historiskt sett härstammar premiärministerämbetet från befattningen som kungens chefsförhandlare (om, som inte alltid var fallet, en person kunde pekas ut som sådan). Chefsförhandlaren kan då ha innehaft något av följande poster: lordkansler, ärkebiskop av Canterbury, Lord High Steward, Chancellor of the Exchequer (kansler för statskassan), lordsigillbevarare eller statssekreterare. 
I början av 1700-talet bildades ett råd av dessa ministrar. Ledaren kom med tiden att kallas premiärminister, ofta förkortat PM (ibland ”Premier” eller ”försteminister”). Än i dag innehar alltid premiärministern en eller flera av de övriga ministerposterna (sedan 1905 har det alltid varit den som förste skattkammarlord). 
Robert Walpole betraktas allmänt som den första premiärministern i modern mening, även om benämningen premiärminister inte kom att brukas i någon formell eller officiell bemärkelse förrän många år senare (på Walpoles tid skulle titeln faktiskt ha setts som en förolämpning). Henry Campbell-Bannerman ses ofta som den första som officiellt bar titeln.
Beatsons utrikesindex för 1786 innehåller en förteckning över premiärministrar och kungliga favoritrådgivare från kung Henrik VIII. Från 1714 kunde Beatson bara hitta ett tillfälle då det bara fanns en minister som var rådgivare till kungen och den ministern var Robert Walpole. Vid alla efterföljande perioder var det två, tre eller rentav fyra personer, som såsom jämställda ministrar gav kungen råd, och som därför bör ha kontrollerat rikets styrelse.

### Kontroversiell fråga
Förekomsten av en premiärministerbefattning har varit en omstridd fråga i Storbritannien.
År 1741 ansåg underhuset 
- att enligt vår konstitution kan vi inte ha några premiärministrar och
- att alla ämbetsmän har sin egen avdelning, och ingen ämbetsman borde lägga sig i frågor som hör till en annan avdelning.

Under samma år meddelade överhuset att 
- Vi är övertygade om att en enda försteminister är ett ämbete främmande för Storbritanniens lagar och i strid med landets konstitution.

År 1806 meddelade underhuset att ”konstitutionen avskyr tanken på en premiärminister”. Så sent som 1829 hävdade underhuset återigen att en premiärministerpost skulle strida mot konstitutionen.
Det första omnämnandet av premiärminister i ett officiellt regeringsdokument var om Benjamin Disraelis ”Premiership”. Titeln har sedan dess använts i dokument, brev och samtal. År 1905 fastställdes titeln ”Prime Minister” i en kunglig rangordning som befattningen näst efter ärkebiskopen av York i rang. 
Första gången premiärministers ställning omnämns i stiftad lag var i Chequers Estate Act, som stadfästes av kungen den 20 december 1917. Lagen förlänande det av Sir Arthur och Lady Lee ägda Chequers Estate som gåva till kronan, att nyttjas som lantställe för kommande premiärministrar.
Lagen Ministers of the Crown Act, som stadfästes av kungen den 1 juli 1937, gav officiellt erkännande till premiärministerbefattningen och föreskrev att lön betalas till ”förste skattkammarlorden och premiärministern” för att betala hyra för kontoret som sedan 1700-hundratalet oftast huserat premiärministern. Lagen gjorde en viss skillnad mellan ”befattningen” (premiärminister) och ”ämbetet” (förste skattkammarlord), och betonade den unika politiska karaktären hos den förra. Men trots detta erkännande bär mässingsskylten utanför premiärministerns dörr fortfarande titeln ”förste skattkammarlord”.
Bristen på officiellt erkännande för premiärministerbefattningen kan ibland orsaka problem med att identifiera premiärministrar i den brittiska historien. Därför kan listor över brittiska premiärministrar utelämna vissa politiker, beroende på de kriterier som forskaren som sammanställt listan valt. Historien om de brittiska premiärministrarna baseras till stor del på historikers spekulation snarare än bevis. 

### Det moderna begreppet
Ursprunget till det moderna premiärministerbegreppet går tillbaka på tiden efter den ärorika revolutionen (1688), när parlamentets makt började öka stadigt på bekostnad av monarkens. Det var under Vilhelm III och hans efterträdare, drottning Anna, som kabinettet började ta sin moderna form.
Individer som Sidney Godolphin och Robert Harley erkändes som ledare för sina respektive ministärer, men de kan inte betraktas som premiärministrar i modern mening, med tanke på att de hade liten kontroll över sina kollegor.
På samma sätt kan resonemanget föras med Annas efterträdare Georg I:s kabinett som leddes av personer som Charles Townshend, James Stanhope och Charles Spencer.

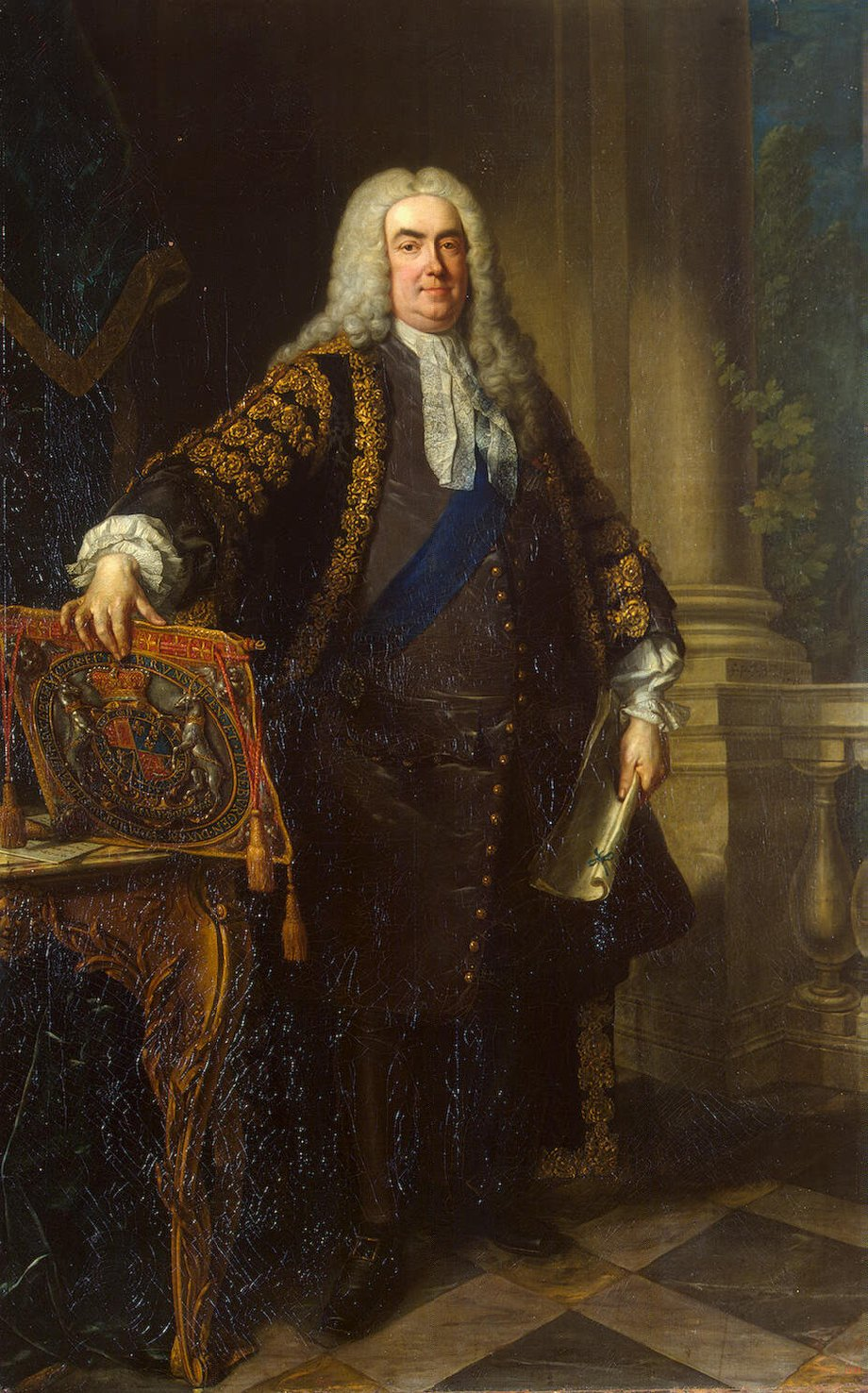
Porträtt av Jean-Baptiste van Loo föreställande Robert Walpole (1740). Walpole anses vara Storbritanniens första premiärminister.

Lord Stanhope och Lord Sunderland, som gemensamt ledde kabinettet, blev 1721 ersatta av Robert Walpole, som innehade det inflytelserika ämbetet som förste skattkammarlord. Tidigare ämbetsinnehavare hade ofta haft viktiga delar av rikets styrelse i sin hand, men inte till en sådan grad som Walpole. Hans inflytande växte sig ännu starkare eftersom kungen, Georg I, inte var aktiv i den brittiska politiken utan föredrog att koncentrera sig på sin hemstat, Hannover. Walpole betraktas i allmänhet som den första premiärministern, inte bara på grund av sitt inflytande i regeringen, utan också eftersom han kunde övertala (eller tvinga) sina kollegor i regeringen att agera samstämmigt och enhetligt, i stället för att kämpa mot varandra om mer makt. Walpoles ämbete, förste skattkammarlord, blev starkt förknippat med ledaren för kabinettet; det kom att bli den ställning som premiärministern nästan alltid skulle ha.
Georg III:s regeringstid, som inleddes 1760 efter Georg II:s död, är särskilt betydelsefull för utvecklingen av premiärministerposten. Under hans regeringstid gjorde påtryckningar från parlamentet att kungen ibland tvingades utse premiärminister och ministrar som han inte tyckte om. Kontrollen över kabinettets sammansättning gick dock inte helt förlorad för kungen, ty i vissa fall kunde kung Georg förhindra utnämningen av politiker som han avskydde (till exempel Charles James Fox).
Inflytandet från monarken fortsatte gradvis minska. Denna utveckling märks tydligt under Vilhelm IV, som blev den siste kungen att utse en premiärminister mot parlamentets vilja. Vilhelm försökte 1834 genomtvinga sin personliga vilja, eftersom han ogillade William Lamb och hans Whig-regering och ersatte honom med den konservative politikern Robert Peel. Peel fann det omöjligt att regera utan stöd från underhuset, som förblev Whig-dominerat trots ett nyval, och tvingades lämna befattningen. Sedan regeringen Peel har regenten haft mycket begränsat utrymme att göra egna bedömningar vid utnämning av premiärminister. 
Sedan det kungliga inflytandet över utnämningar på ministernivå försvunnit steg underhusets betydelse. Dess politiska överlägsenhet över överhuset fastställdes av parlamentet 1911.
Under det tidiga nittonhundratalet förändrades premiärministerns ställning: från att ha svarat inför överhuset till underhuset svarade han nu inför underhuset. I och med det uppstod tanken på att premiärministern egentligen borde vara ledamot i underhuset. Den senaste premiärministern att leda hela sin regering från överhuset var Robert Gascoyne-Cecil 1895–1902. Den senaste premiärministern att vara ledamot av överhuset under sin regeringstid var Alec Douglas-Home (1963), men bara några dagar efter att han tillträtt befattningen lämnade han sin ärftliga plats i överhuset, eftersom han med detta uppdrag inte följde sedvänjan med att premiärministern bör sitta i underhuset. Situationen löstes genom att en medlem av hans konservativa parti som redan hade valts ut som kandidat i ett fyllnadsval i en pålitligt konservativ valkrets stod åt sidan, vilket gjorde att Douglas-Home kunde kandidera i fyllnadsvalet, vinna och därmed skaffa sig en plats i underhuset.

## Premiärministerposten
Premiärministerpostens formella roll är otydlig. En premiärminister har nästan inga lagstadgade befogenheter i egenskap av premiärminister. Alla sakområden styrs formellt av innehavare av ämbeten som av monarken, via av kronrådet utfärdade dekret, givits laga befogenheter. Premiärministern innehar själv minst ett av dessa ämbeten, vanligtvis det som förste skattkammarlord. Premiärministern uppbär lön och tjänstebostad endast i kraft av just det ämbetet.
Titeln premiärminister är ändå inte helt och hållet en fråga om sedvänja. 1905 gavs den på sätt och vis officiellt erkännande eftersom endast ärkebiskoparna av Canterbury och York, moderatorn för Skotska kyrkan och lordkanslern hade högre rang än icke-kungliga personer i rangordningen. Ämbetet saknar dock inte helt lagstöd, då det faktiskt nämns på några ställen i nödlagar antagna under krigstid. Alla typer av officiella uttalanden utfärdas från Downing Street av ”premiärministern” utan ytterligare omskrivning eller förklaring. Den första premiärministern i denna mening anses därför av vissa ha varit Henry Campbell-Bannerman, även om premiärministerbegreppet dök upp i officiella dokument under Benjamin Disraelis Premiership och användes informellt innan dess.
Av sedvänja innehar premiärministern, som sagt, även ämbetet förste skattkammarlord. De enda premiärministrar som inte också tjänstgjort som förste skattkammarlord under en betydande del av sin regeringstid är William Pitt (som var lordsigillbevarare) och Robert Gascoyne-Cecil (som var utrikesminister eller lordsigillbevarare, utom för de första månaderna av hans andra premiärministerperiod när han var First Lord). Sedan Gascoyne-Cecils pensionering 1902 har premiärministern alltid varit förste skattkammarlord. Några har innehaft ännu fler ämbeten, till exempel fram till 1942 var nästan varje premiärminister antingen ledare för underhuset eller överhuset, beroende på vilketdera de satt i. En del har också haft särskilda ministerposter, till exempel Ramsay MacDonald, som var både First Lord och statssekreterare för utrikesfrågor under sin första period 1924. Sedan 1960-talet har premiärministern också varit minister för offentlig förvaltning.
På senare tid finns också befattningen som biträdande premiärminister. En person med en sådan titel behöver inte alltid finnas, utan tjänsten finns beroende på vilken organisationsform som föredras av premiärministern och dennes parti. Biträdande premiärministern tar inte automatiskt över premiärministerposten om en vakans plötsligt uppstår. Han eller hon har inte heller några särskilda ytterligare befogenheter när premiärministern befinner sig utomlands. Det kan dock bli nödvändigt för den biträdande premiärministern att ersätta premiärministern ibland, till exempel genom att delta i premiärministerns frågestund i underhuset eller i internationella konferenser eller bilaterala möten när premiärministern inte är tillgänglig. Den senaste biträdande premiärminister var Nick Clegg, som satt 2010-2015.
I de självstyrande regionala regeringarna i Skottland, Wales och Nordirland heter posten som motsvarar premiärministern ”First Minister” (försteminister).

## Mandatperiod

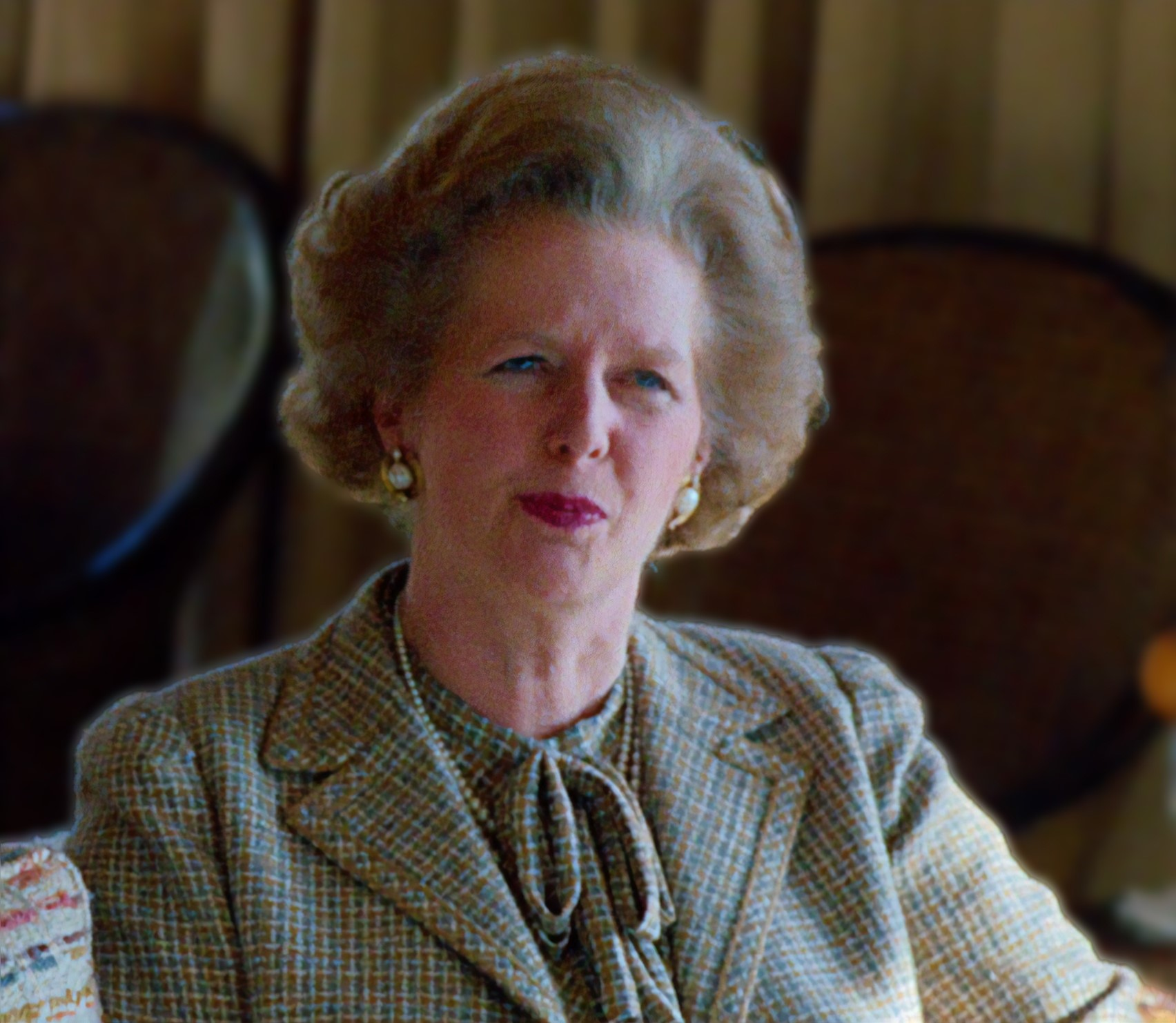
Margaret Thatcher var den första kvinna att inneha den brittiska premiärministerposten. Hon var premiärminister mellan åren 1979 till 1990. Bilden är från 1984.

Befattningen som premiärminister regleras inte av kodifierade lagar, utan genom oskriven och i viss mån specificerad praxis som kallas constitutional conventions (konstitutionella sedvänjor), vilka har utvecklats under många år. Denna praxis bygger till största delen på den underliggande principen att premiärministern och hans ministrar inte får förlora stöd av den demokratiskt valda delen av parlamentet, underhuset. Regenten, som en konstitutionell monark, agerar alltid i enlighet med denna praxis, liksom premiärministrarna själva.
Det finns ingen mandatperiod för en premiärminister; premiärministern har sitt ämbete ”on His Majesty’s pleasure” (efter Hans Majestäts behag). För att få underhåll (kontrollera statskassan) krävs dock att regeringen ska vara ansvarig inför underhuset, varför det egentligen betyder ”efter underhusets behag”. När posten som premiärminister är vakant är det upp till regenten att utse en efterträdare.
Utnämningen sker formellt vid en ceremoni som kallas Kissing Hands. I enlighet med oskriven konstitutionell praxis, skall regenten utse den med enskilt störst sannolikhet att behålla stöd i underhuset, oftast ledaren för det parti som har majoritet i kammaren. Om inget parti har majoritet (vilket sällan inträffat med Storbritanniens valsystem), kan två eller flera partigrupper bilda en koalition, vars gemensamma ledare sedan utses till premiärminister.
Majoriteten bildar ”Hans Majestäts regering”, och det näst största partiet blir ”Hans Majestäts lojala opposition”. Ledaren för det största oppositionspartiet blir oppositionsledare och bär titeln ”Leader of His Majesty’s Loyal Opposition”.
Även om det inte var nödvändigt sade Tony Blair också dessa ord efter att han omvalts 2001 och 2005.
Tiden i ämbetet som premiärminister är inte kopplat till mandatet som ledamot i underhuset. En premiärminister som en gång utsetts är fortfarande i tjänst som Hans Majestäts regeringschef tills vederbörande antingen avgår, avsätts (något som bara brukar ske i undantagsfall) eller avlider. Avgång kan utlösas med ett misstroendevotum eller genom att ett viktigt förslag avslås i underhuset. I dessa situationer måste antingen premiärministern avgå eller söka upplösa parlamentet för nyval. Förlorade anslag innebär också förlorat förtroende. Sådana nederlag för regeringen är dock sällsynta. Det har bara skett tre förluster på förtroendefrågor sedan artonhundratalet: två gånger 1924 och en gång 1979. Den första ägde rum 1924 omedelbart efter ett osäkert valresultat och ledde till omedelbart regeringsskifte. De två andra fallen inträffade efter allmänna val som resulterade i att den sittande regeringen fick avgå.
Om en premiärminister förlorar ett allmänt val fordrar modern konstitutionell praxis att premiärministern omedelbart lämnar in sin avskedsansökan. Föregående prejudikat, fram till det tidiga nittonhundratalet, dikterade att en premiärminister kunde vänta tills han faktiskt besegrades i sin lagstiftande verksamhet i en omröstning om Speech from the Throne (regentens trontal vid parlamentets öppnande) innan han var tvungen att avgå. Detta alternativ har aldrig avskaffats helt, och kan återkomma, exempelvis om ingen sida har absolut majoritet efter ett allmänt val. Ett exempel är det läge som uppstod efter de allmänna valen i februari 1974, vilka inte ledde till absolut majoritet för något parti. Edward Heath valde då att inte avgå omedelbart utan i stället underhandla med tredje part (Liberal Party) om att bilda en koalition. Heath avgick småningom när förhandlingarna misslyckats.

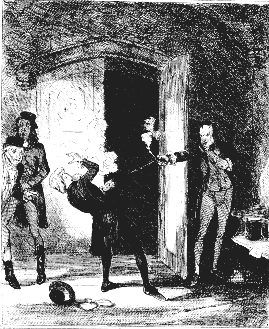
1800-talsillustration av mordet på Spencer Perceval av John Bellingham 1812.

Tvärtemot vad myten säger utses inte en premiärminister på nytt efter varje underhusval. De fortsätter i tjänst, men kan utnyttja möjligheten till ombildning av kabinettet. Det är bara de ministrar som tagits in som nya eller fått nya ansvarsområden som behöver åka till kungliga slottet för utnämning. Margaret Thatcher utsågs faktiskt bara till premiärminister en gång, 1979, även om hon var premiärminister under flera mandatperioder i rad.
Om premiärministerns parti förlorar majoriteten i underhuset är premiärministern tvungen att avgå (eller hemställa att parlamentets upplöses, men regenten är inte tvungen att bifalla en sådan begäran). Regenten utser då ledaren för det parti eller den koalition som då fått majoritet. Traditionen som kräver att premiärministern avgår omedelbart efter en valförlust är ett relativt nytt påfund – tidigare premiärministrar hade möjlighet att möta parlamentet för att därpå anmoda om förtroendeomröstning.
Förutom att förlora underhusets förtroende blir också premiärministrar i praktiken tvungna att avgå om de förlorar sitt partis förtroende. Det var det som ledde till Thatchers avgång 1990.
Den senaste premiärministern att dö i ämbetet var Henry John Temple (1865) och enda premiärminister som mördats var Spencer Perceval (1812).

## Befogenheter och begränsningar
Vid utnämnandet är en premiärministers viktigaste uppgift att ”bilda en regering”, det vill säga att forma en ministär som stöds av underhuset, där de förväntas vara medlem. Premiärministern kysser sedan formellt handen på monarken, vars kungliga prerogativ därefter utövas enbart på premiärministerns och regeringens inrådan. En gång i veckan brukar premiärministern inställa sig för audiens hos monarken, vars funktion är konstitutionellt begränsade till ”att tillråda, att rådfrågas och att avråda”. Monarkens reella möjlighet i modern tid att påverka premiärministerns råd är inte klarlagt, men varierar troligen beroende på den personliga relationen mellan monark och premiärminister.
Premiärministern utnämner alla andra kabinettsmedlemmar (som då blir aktiva kronråd) och ministrar, även om högre ministrar rådfrågas om sina biträdande ministrar, utan att underhuset eller någon annan kan kontrollera processen. Närsomhelst kan han utnämna, avskeda eller begära avskedsansökan från alla övriga ministrar; han kan avgå, antingen ensam eller med hela sin regering. samordnar kabinettets och regeringens politik och aktiviteter och agerar som regeringens främsta ansikte utåt.
Även om monarken de jure är högste befälhavare över den brittiska försvarsmakten så äger premiärministern tillsammans med försvarsministern, som premiärministern kan utnämna eller entlediga, enligt konstitutionell praxis att förfoga över de brittiska styrkorna och att förklara krig. Premiärministern kan tillåta, men inte direkt befalla, att landets kärnvapen tas i bruk.
Premiärministern gör utnämningar till de flesta högre statliga befattningar, och de flesta övriga görs av ministrar som han kan tillsätta eller avskeda. Kronråd, ambassadörer, höga civila tjänstemän, höga militärer, medlemmar av viktiga kommittéer och kommissioner och flera andra tjänstemän väljs ut och, i vissa fall, avskedas av premiärministern. Han ger också formellt råd till monarken om utnämningen av ärkebiskopar och biskopar i den engelska kyrkan, men premiärministerns utrymme begränsas numera av Crown Nominations Commission. Utnämningen av höga domare är premiärministern fortfarande delaktig i, fastän den numera sker på grundval av rekommendationer från oberoende organ.
Pärsvärdighet, ridderskap och andra utmärkelser som utdelas av monarken endast på inrådan av premiärministern. De enda viktiga brittiska hedersbetygelser som premiärministern inte kontrollerar är ordnar som Strumpebandsorden, Tistelorden, Meritorden, Viktoriaorden och Johannesorden, som alla betraktas som personliga gåvor från monarken.
Premiärministern utnämner vidare ministrar som kallas ”whips”, vilka använder hans beskydd för att förhandla om underhusledamöternas stöd och att näpsa avvikare från regeringspartiets linje. Partidisciplinen är hög enär väljare i allmänhet röstar på partier snarare än personer. Ledamöter kan uteslutas från sitt parti om de inte stöder regeringen i viktiga frågor, och även om det inte innebär att de måste avgå som underhusledamöter, försvårar det vanligen för dem att väljas på nytt i kommande val. Ledamöter som innehar ministerposter eller politiska förmåner kan vänta sig att de förlorar dem om de inte stöder sin premiärminister. Begränsningar underhuset kan kontrollera blir svagare när regeringspartiet har en stor majoritet i kammaren eller i valmanskåren. I allmänhet torde dock premiärministern och hans kollegor säkra underhusets stöd för nästan varje förslag genom partiinterna förhandlingar med liten hänsyn till oppositionens ledamöter.
Men även en regering med en stor majoritet kan ibland tycka att det är omöjligt att lagstifta på grund av motståndet från parlamentsledamöterna. Till exempel avslogs den 9 november 2005 regeringen Blairs förslag om att tillåta polisen kvarhålla terroristmisstänkta i upp till 90 dagar utan åtal. Vid andra tillfällen kan regeringen tvingas ändra sina förslag i syfte att undvika nederlag i underhuset, som Blairs regering gjorde med en utbildningsreform i februari 2006..
Förr skulle en premiärminister vars regering förlorat en omröstning i underhuset setts som fatalt försvagad och hela regeringen skulle ha avgått, vanligen med efterföljande nyval. Med dagens praxis när regeringspartiet har absolut majoritet i kammaren får bara en misstroendeomröstning denna effekt; det är inte sannolikt att ledamöter inom majoritetspartiet med skiljaktiga åsikter i mindre frågor kommer framtvinga ett val där förlust av plats och ersättningar och en framtid i partiet är möjlig.
På samma sätt är en premiärminister inte längre blott främst bland likar i regeringen; ehuru kabinettet fortfarande tekniskt kan rösta ner honom, så befäster han successivt sin position genom att engagera anhängare i kabinettet. Under periodvisa ommöbleringar kan premiärministern åsidosätta och helt enkelt utesluta medlemmar som fallit i onåd från kabinettet – de kvarstår som kronråd, men premiärministern bestämmer vilka av dem som ska kallas till sammanträdena. Premiärministern ansvarar för att ta fram och implementera reglementet för ministrarna, Ministerial Code.

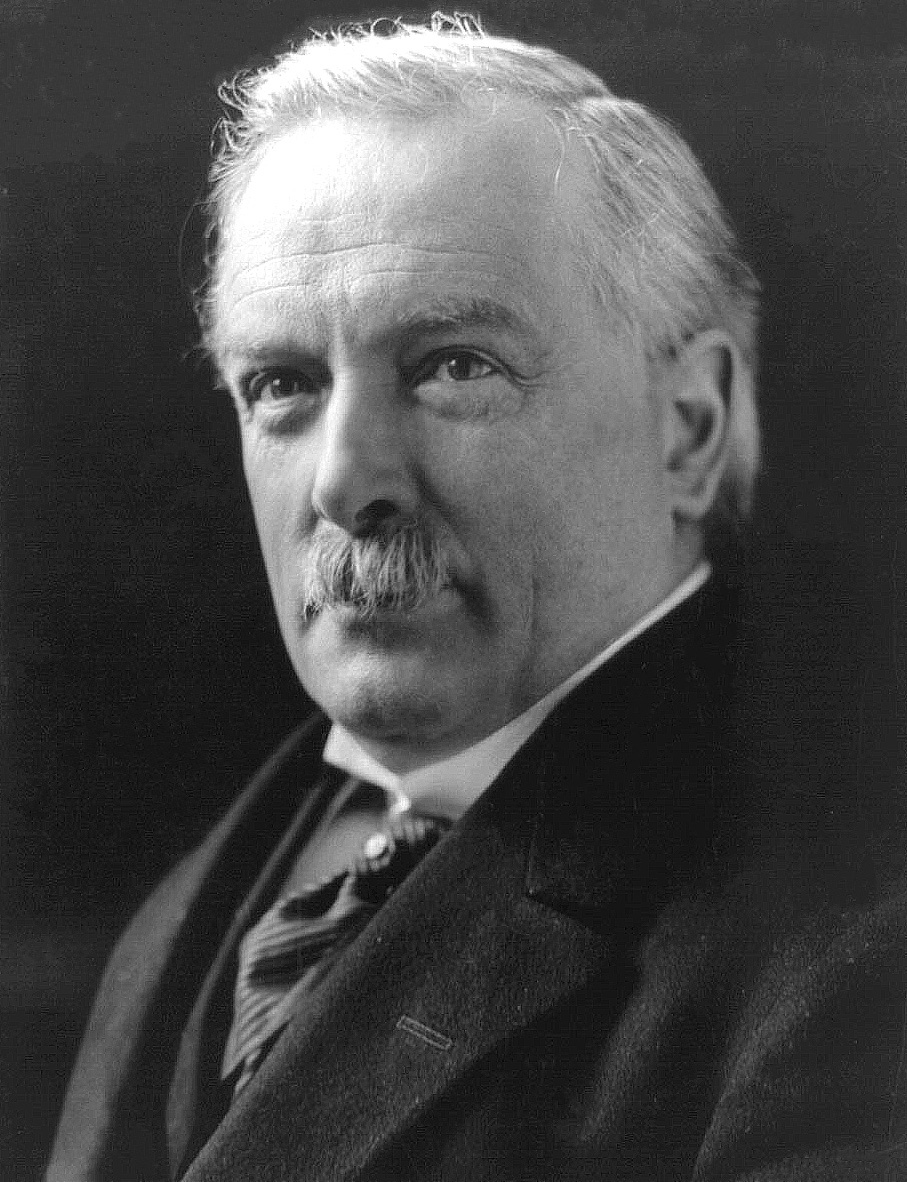
David Lloyd George, som var premiärminister mellan 1916 och 1922, omnämns som ett exempel på en stark premiärminister. Fotot är från omkring 1919.

Det finns flera begränsningar för de befogenheter som premiärministern har. Han eller hon är främst (åtminstone teoretiskt) primus inter pares (latin för ’den främste bland likar’) i kabinettet. Omfattningen av en premiärministerns makt över kabinettet kan variera. I vissa fall kan premiärministern enbart vara en galjonsfigur, varvid den verkliga makten utövades av en eller flera andra individer. Svaga eller titulära premiärministrar var vanligare före nittonhundratalet, exempelvis William Cavendish, 4:e hertig av Devonshire och William Cavendish-Bentinck, 3:e hertig av Portland. I motsatt fall gäller dock att premiärministrar inte får dominera kabinettet så mycket att de nästan blir presidenter. Exempel på dominerande premiärministrar (vanligare under de sena arton- och nittonhundratalen) inkluderar William Ewart Gladstone, David Lloyd George, Neville Chamberlain, Winston Churchill, Margaret Thatcher och Tony Blair.
Somliga premiärministrars inflytande kan gå i vågor beroende på vederbörandes energi, politiska skicklighet eller händelser utanför ämbetsutövningen. Ett exempel på en sådan premiärminister var Ramsay MacDonald som var dominerande i Labours partitopp; under sin nationella regering minskades hans makt så att han bara var galjonsfigur i regeringen under sista år på Downing Street 10. I modern tid har premiärministern aldrig endast varit det till titeln – dominerande eller något dominerande personligheter har varit normen.
Premiärministerns befogenheter är också begränsade av underhuset, vars stöd regeringen är skyldig att upprätthålla. Underhuset kontrollerar premiärministerns befogenheter genom utskottsutfrågningar och frågestunder i kammaren. Frågestunden är en veckovis händelse där premiärministern är skyldig att svara på frågor från oppositionsledaren och andra medlemmar av underhuset. I praktiken har dock en regering med stor majoritet liten anledning att känna fruktan för underhuset.
Parlamentsledamöterna får ha ministerkanslier (med upp till 90 anställda) och kan riskera att bli av med stöd från premiärministern. Partidisciplinen är dessutom mycket stark och en parlamentsledamot kan utvisas från sitt parti för att inte stödja regeringen vid viktiga frågor, och även om det inte betyder att han eller hon måste avgå som ledamot, skulle det göra omval svårt för de flesta. Begränsningar som införts av underhuset har mindre betydelse när regeringspartiet har stor majoritet i denna kammare. I allmänhet har dock premiärministern och hans eller hennes kolleger säkrat parlamentets stöd för nästan alla lagförslag.
Överhuset är betydligt mindre restriktivt för premiärministerns makt. I enlighet med Salisburykonventionen brukar överhuset normalt inte motsätta sig åtgärder som regeringen utlovat i sitt valmanifest. När överhuset har invändningar mot premiärministern är de i allmänhet för svaga för att besegra hela lagförslag (även om nästan alla propositioner som ändrats av överhuset går igenom i parlamentet). Ledamöterna i överhuset får sina platser av regenten på inrådan av premiärministern. Därför kan premiärministern låta fylla överhuset med medlemmar som förespråkar dennes åsikt. Hotet om en sådan taktik användes 1911 för få igenom lagen Parliament Act 1911, som tillsammans med Parliament Act 1949 minskade överhusets befogenheter och fastställer underhusets överhöghet.
Premiärministerns roll och befogenheter har varit föremål för många förändringar under de senaste femtio åren. Det har successivt skett en förändring från beslutsfattande och överläggning inom kabinettet till ett premiärministerns herravälde. Så tidigt som 1965, i en ny inledning till Walter Bagehots klassiska verk The English Constitution, urskiljer Richard Crossman en ny era av ”premiärministervälde”. Vissa experter, exempelvis statsvetaren Michael Foley, har hävdat att det de facto finns en ”brittisk presidentpost”. I Tony Blairs regering har många källor, däribland tidigare ministrar, vittnat om, att beslutsfattandet var centrerat kring honom och Gordon Brown, och att kabinettet inte längre användes för beslutsfattande. Före detta ministrar såsom Clare Short och Chris Smith har kritiserat ”den totala avsaknaden av beslutsfattande i kabinettet”. När Short avgick sade hon att det skett ”en centralisering av makten till händerna på premiärministern och ett allt mindre antal rådgivare”. Robin Butlers granskning (2004) dömde ut Blairs regeringsstil genom att likna den vid en ”soffregering”.
Premiärministern hålls förvisso ansvarig av nationen för konsekvenserna av lagstiftning eller av den förda politiken. Margaret Thatchers parti tvingade henne från makten efter införandet av en kommunal kapitationsskatt. Anthony Eden föll från makten efter Suezkrisen och Neville Chamberlain avgick efter att ha kritiserats för sitt sätt att handskas med förhandlingarna med Tyskland före utbrottet av andra världskriget och för att ha misslyckats med att hindra att Norge föll vid nazisternas angrepp.
Till skillnad från i USA finns det ingen minimiålder för en premiärminister annat än den för en parlamentsledamot (arton år). Detta eftersom Storbritannien väljer ett parti till regeringen och inte en person att vara dess ledare. Det finns däremot en åldersgräns för skotska parlamentets First Minister.

### Gordon Browns ändringsförslag
Gordon Brown föreslog den 2 juli 2007 att överföra delar av premiärministerns traditionella befogenheter till parlamentet. Han har sagt att han avser att överlåta en del av premiärministerns traditionella utövande det kungliga prerogativet, inklusive möjligheten att förklara krig, på parlamentet vilket skulle ge parlamentet större befogenheter och rättigheter att granska och hindra tillsättningar av högre statliga befattningar, i ett försök att minska svågerpolitiken i brittisk politik.

## Rang och förmåner

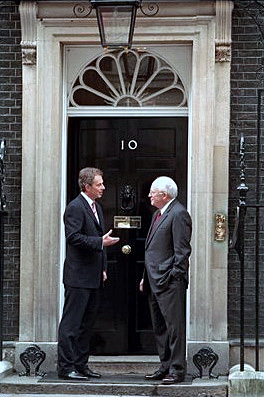
Tony Blair och USA:s vicepresident Dick Cheney vid entrén till 10 Downing Street den 11 mars 2002.

Av hävd gäller att innan en ny premiärminister kan inta 10 Downing Street för första gången är han eller hon är skyldig att meddela landet och världen att han eller hon har kysst monarkens händer och därmed blivit premiärminister. Det sker vanligen genom att yttra:
| ” | Hennes Majestät Drottningen [Hans Majestät Konungen] har bett mig bilda regering och jag har gått med på det. | „ |
| – | |   |

I Storbritannien är högst i rang premiärministern efter medlemmar i kungafamiljen, lordkanslern och höga kyrkliga befattningshavare.
För närvarande tjänar premiärministern 142 500 brittiska pund inklusive de 65 737 pund han får som parlamentsledamot. Fram till 2006 var lordkanslern den högst avlönade regeringsmedlemmen; hans lön var högre än premiärministerns. Detta återspeglade lordkanslern ställning högst upp på domstolsväsendets löneskala; brittiska domare är på det hela taget är bättre betalda än brittiska politiker och fram till 2005 var lordkanslern både politiker i justitiedepartementet och högste chefsdomare. 2005 års konstitutionella reform avskaffade lordkanslerns domarfunktioner och hans lön sänktes till under premiärministerns.
Premiärministern, liksom andra ministrar och högt uppsatta medlemmar av parlamentet, är vanligtvis medlem av Privy Council (kronrådet), och blir således berättigad att bruka epitetet The Right Honourable före sitt namn. Det är konstitutionell praxis att den som utnämnas till premiärminister är medlem av kronrådet, men alla presumtiva kandidater brukar ha uppnått denna status. Det enda tillfälle då ett icke-kronråd skulle utses var Ramsay MacDonald 1924, men det problemet löstes genom att utnämna honom till kronråd omedelbart före utnämningen som premiärminister.
Vanligtvis bor premiärministern på adressen Downing Street 10 i London, som Georg II erbjöd Robert Walpole som en personlig gåva. Walpole tog dock bara emot det såsom det officiella residenset för förste skattkammarlorden och han bosatte sig där 1735. Premiärministern bebor Downing Street 10 i sin egenskap av förste skattkammarlord. De få premiärministrar på artonhundratalet som inte var förste skattkammarlorder tvingades bo någon annanstans. Även om de flesta förste skattkammarlorder bott i Downing Street 10 har vissa föredragit att bo kvar i sina privata bostäder. Detta hände ofta när de var aristokrater och hade stora hus i centrala London, exempelvis Palmerstons Cambridgehus. Det torde vara osannolikt att något liknande skulle inträffa igen. Dessutom har vissa, som Harold Macmillan och John Major, bott i Admiralty House medan Downing Street 10 genomgick omfattande renoveringar eller reparationer.
Intill Downing Street 10 ligger Downing Street 11, hem för andre skattkammarlorden (som i modern tid också haft befattningen som finansminister). När Tony Blair blev premiärminister 1997 fann han Downing Street 10 för litet för sin stora familj, och han bytte bostad med finansministern och andre skattkammarlorden, Gordon Brown. Men premiärministerns kansli fanns fortfarande kvar i nummer 10.

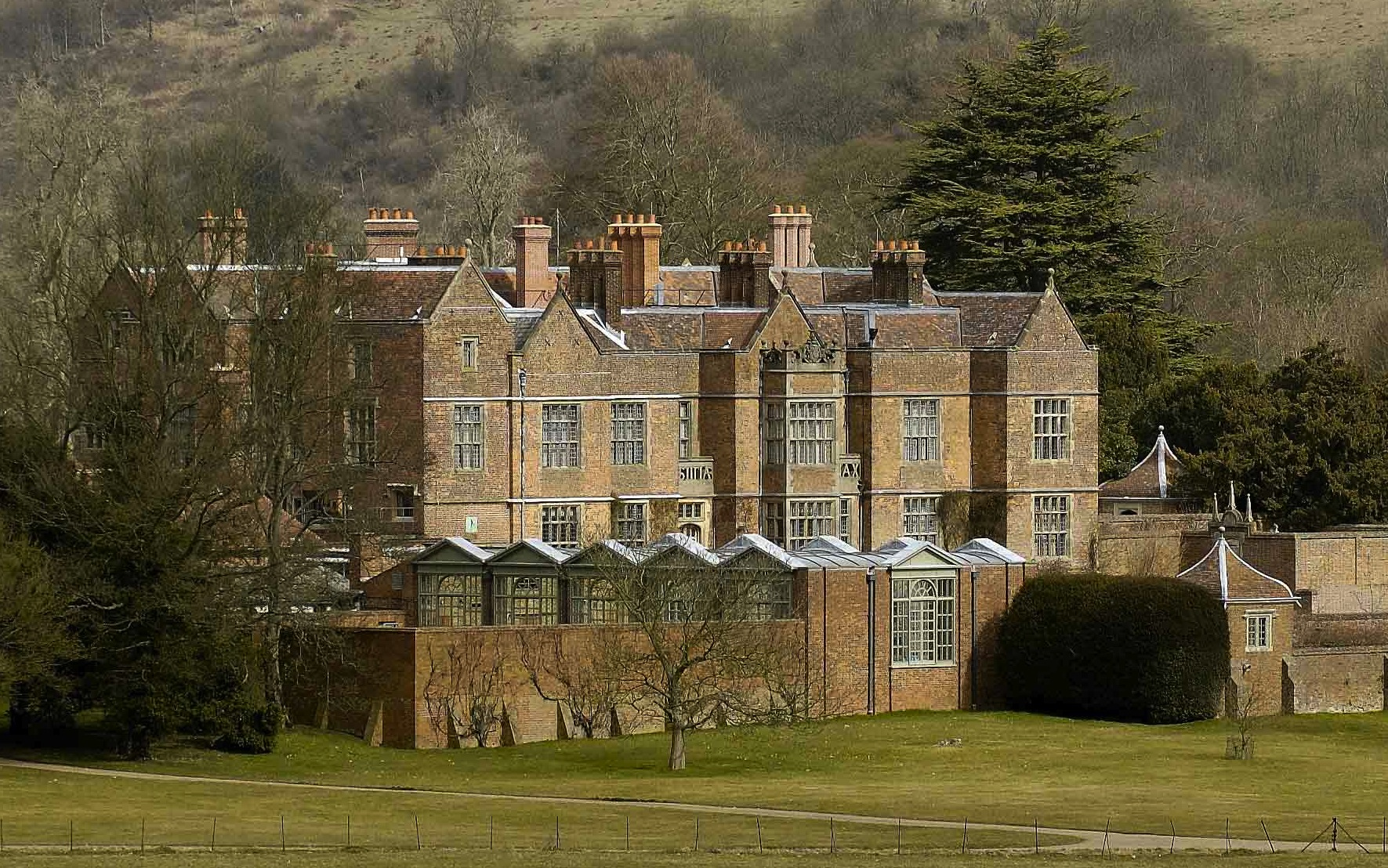
Chequers, premiärministerns officiella lantställe.

Premiärministern har också rätt att disponera ett hus på lantegendomen Chequers i Buckinghamshire.
Det är sed att monarken skänker en premiärminister viss hedersbetygelse eller värdighet när den senare drar sig tillbaka från politiken. Utmärkelsen består vanligen, men inte alltid, i att premiärministern förlänas medlemskap i Storbritanniens högsta riddarorden, Strumpebandsorden. Seden att upphöja pensionerade premiärministrar till riddare av Strumpebandsorden har varit rådande sedan mitten av artonhundratalet. När premiärministern som drar sig tillbaka är skotte, är det troligt att den skotska utmärkelsen Order of the Thistle i första hand kommer att användas i stället för Strumpebandsorden, som allmänt betraktas som en engelsk utmärkelse.
Det har också varit vanligt att premiärministern beviljats pärsvärdighet vilket upphöjt vederbörande till ledamot i överhuset när denna dragit sig tillbaka från underhuset. Av denna anledning har pärsvärdighet sällan tilldelas omedelbart vid premiärministerns avgång, såvida inte han eller hon avgått som underhusledamot samtidigt. Tidigare medförde pärsvärdigheten vanligen grevetitel (som alltid var ärftlig); Churchill erbjöds därvid att bli hertig. Sedan 1960-talet undviks dock i allmänhet ärftlig pärsvärdighet – man föredrar pärsvärdighet på livstid, ehuru Harold Macmillan kreerades Earl av Stockton år 1984, 21 år efter att han dragit sig tillbaka. Alec Douglas-Home, Harold Wilson, James Callaghan och Margaret Thatcher tog emot livspärsvärdighet. Varken Edward Heath, John Major, Tony Blair eller Gordon Brown tog emellertid emot pärsvärdighet av något slag, även om Major senare utnämndes till riddare av Strumpebandsorden.

## Levande före detta premiärministrar
Det finns sju förutvarande premiärministrar som fortfarande är i livet:
| - Levande före detta premiärministrar - John Major i tjänst 1990–1997, född 1943 - Tony Blair i tjänst 1997–2007, född 1953 - Gordon Brown i tjänst 2007–2010, född 1951 - David Cameron i tjänst 2010–2016, född 1966 - Theresa May i tjänst 2016–2019, född 1956 - Boris Johnson i tjänst 2019–2022, född 1964 - Liz Truss i tjänst 2022, född 1975 - Rishi Sunak i tjänst 2022-2024, född 1980 |